# فيليب فورنير
فيليب فورنير (بالفرنسية: Philippe Fournier)‏ (و. 1958  م) هو كاتب، وكاتب سيناريو، وكاتب مسرحي فرنسي، ولد في باريس.